# Gaziantepspor Kulübü
El Gaziantepspor Kulübü és un club de futbol turc de la ciutat de Gaziantep.

## Història
Fundat el 1969 és un dels principals clubs del sud de Turquia, juntament amb el Malatyaspor i el Diyarbakırspor. El club finalitzà tercer a la lliga turca les temporades 2000-2001 i 2001-2002.

## Palmarès
- Copa TSYD (6)

## Trajectòria esportiva
- Primera divisió: 1979-1983, 1990-
- Segona divisió: 1972-1979, 1983-1990
- Tercera divisió: 1970-1972

## Jugadors destacats
- Sakıp Özberk
- Hüseyin Kalpar
- Yaşar Duran
- İsmail Kartal
- Nurettin Yıldız
- Francisco Lima
- Mustafa Özer
- Elvir Bolic
- Ömer Çatkıç
- Erhan Albayrak
- Erhan Namlı
- Hakan Bayraktar
- Hasan Özer
- Yıldo
- İbrahim Toraman
- Antonio de Nigris
- Giani Stelian Kiriţă
- Manuel Neira
- Ugur Yildirim
- Tarik El Taib